# Shūichi Gonda
Shuichi Gonda (Tòquio, Japó, 3 de març de 1989) és un futbolista japonès que ha disputat 2 partits amb la selecció japonesa.